# Seija Ballhaus
Seija Ballhaus (ur. 27 lipca 2000) – niemiecka judoczka. 
Uczestniczka mistrzostw świata w 2023, 2024 i 2025, a także zdobyła medal w drużynie. Startowała w Pucharze Świata w latach: 2019, 2021 i 2023. Mistrzyni Europy w 2025; piąta w 2023; siódma w 2024. Druga na igrzyskach europejskich w 2023 w drużynie. Mistrzyni kraju w 2023 roku.